# 哈氏蜈蚣
哈氏蜈蚣（學名：Scolopendra subspinipes dehaani (Brandt, 1840)）是亞洲最大的蜈蚣，能達25釐米以上，在蜈蚣界裡，毒性算強烈。大概有20對步足。生性兇惡，性格兇猛，敏感，大部分會主動攻擊任何在牠附近的其他節肢动物。
哈氏蜈蚣主要分佈在亞洲的泰國，越南，馬來西亞等地，主要有橙色，红色，黑色，黄色，褐色等。因應產地不同顏色也會不同因此也有不同名稱（例如:越南巨人蜈蚣，馬來西亞櫻桃紅蜈蚣，紅龍蜈蚣，泰國火焰腳蜈蚣等等……），但這些不同的名稱全部也是哈氏蜈蚣來。